# Boes & Co.
Boes & Co. war ein deutscher Automobilhersteller, der von 1903 bis 1905 in Charlottenburg bei Berlin ansässig war. Das Unternehmen Jacob Boes war bereits im 19. Jahrhundert als Fahrradreparaturwerkstatt gegründet worden.
Ab 1903 wurden verschiedene Automobile mit drei und vier Rädern angeboten, und Jacob Boes nahm einige Teilhaber mit ins Geschäft. Boes lieferte unter anderem an die Kaiserlichen Postbehörden, baute aber auch Kraftdroschken.
Obwohl die Geschäfte recht gut liefen, fehlte es dem Unternehmen letztlich an Kapital; 1905 musste der Betrieb wegen Überschuldung aufgelöst werden.